# Titularbistum Beverlacum
Beverlacum (ital.: Beverley) ist ein Titularbistum der römisch-katholischen Kirche. 
Es geht zurück auf das von 1850 bis 1878 bestehende Bistum Beverley, dessen Bischofssitz die gleichnamige Stadt in Yorkshire war. Das Bistum war der Kirchenprovinz Westminster zugeordnet.
| Titularbischöfe von Beverlacum |                                                              |                                           |                    |                    |
| Nr.                            | Name                                                         | Amt                                       | von                | bis                |
| 1                              | Achille Marie Joseph Glorieux Titularerzbischof pro hac vice | Apostolischer Nuntius                     | 19. September 1969 | 27. September 1999 |
| 2                              | John Hine                                                    | Weihbischof in Southwark (Großbritannien) | 26. Januar 2001    | 16. November 2024  |